# David Neres
David Neres Campos (São Paulo, 3 maart 1997) is een Braziliaans profvoetballer. Hij tekende in augustus 2024 bij Napoli, dat hem overnam van Benfica. Neres debuteerde in 2019 in het Braziliaans voetbalelftal.

## Clubcarrière

### São Paulo
Neres sloot zich in 2007 op tienjarige leeftijd aan bij de jeugdopleiding van São Paulo. In februari 2016 stond hij enkele maanden  aan de kant met een schouderblessure. Ondanks deze blessure werd hij in augustus 2016 bij het eerste elftal gehaald. Twee maanden later, op 17 oktober 2016, debuteerde de vleugelspeler in de Série A tegen Fluminense. Vier dagen later kreeg hij in de competitiewedstrijd tegen Ponte Preta zijn eerste basisplaats van coach Ricardo Gomes. Hij betaalde het vertrouwen terug met een doelpunt. Op 5 november 2016 was Neres opnieuw trefzeker, ditmaal tegen Corinthians.

### Ajax
Neres tekende op 31 januari 2017 een contract dat hem voor vierenhalf jaar verbond aan Ajax. Hij kwam over voor een transfersom van 12 miljoen euro, een bedrag dat door enkele variabele bonussen zou kunnen oplopen tot 15 miljoen euro. Daarmee werd hij de op een na duurste aankoop ooit van Ajax en de duurste Eredivisie-aankoop ooit uit een buitenlandse competitie. Neres debuteerde op 26 februari 2017 in het eerste elftal van Ajax, tijdens een met 4–1 gewonnen competitiewedstrijd thuis tegen Heracles Almelo. Die dag verving hij in de 72e minuut Kasper Dolberg. Hij kreeg op 2 april 2017 voor het eerst een basisplaats, tijdens een met 2–1 gewonnen competitiewedstrijd thuis tegen Feyenoord. Hij maakte die dag zelf het tweede doelpunt. In de eerste helft van 2017 speelt hij ook vier wedstrijden als invaller in de UEFA Europa League, waaronder een deel van de finale tegen Manchester United.
In het seizoen 2017/18 speelde Neres steeds meer. Zelf beschouwde hij zijn optreden in de uitwedstrijd tegen Feyenoord op 22 oktober 2017, waarin hij drie assists gaf, als het moment van zijn doorbraak. In totaal maakte hij, steeds als rechtsbuiten, in tweeëndertig wedstrijden in de Eredivisie veertien doelpunten, waarmee hij clubtopscorer werd. Ook was hij verantwoordelijk voor dertien assists. Ajax speelde in dat seizoen geen Europees Voetbal.
In het seizoen 2018/19 moest Neres in de Eredivisie tot in februari genoegen nemen met een reserverol. Hij was door Hakim Ziyech van de rechtsbuitenpositie verdreven en speelde -als hij speelde- achter de spits of linksvoor. In januari weigerde Ajax een Chinees bod op Neres van meer dan 43 miljoen euro, omdat Ajax het team bij elkaar wilde houden. 
Vanaf februari keert Neres terug in de basis. Dit is het begin van een goede periode. Begin maart beleefde Neres een zeer goede week, waarin hij een doelpunt maakte in de gewonnen uitwedstrijd tegen Real Madrid in de achtste finale van de UEFA Champions League en vervolgens voor het eerst werd uitgenodigd voor het Braziliaans nationaal elftal. In de UEFA Champions League maakte Neres op 10 april 2019 in de thuiswedstrijd van de kwartfinale tegen Juventus de 1–1, waardoor de wedstrijd eindigde in een gelijkspel. Ajax werd in de halve finale van de UEFA Champions League uitgeschakeld. De UEFA koos Neres als een van twintig beste spelers van het UEFA Champions-League seizoen. Hij won in mei 2019 met Ajax de dubbel en daarmee zijn eerste prijzen. Gezien het zeer gunstige verloop van de tweede helft van het seizoen, was Neres achteraf blij dat hij in januari niet naar China vertrok. Op 7 augustus brak Ajax het contract van de Braziliaan open tot medio 2023.
Aan het begin van seizoen 2019/20 kreeg Neres wegens een gebrek aan vorm beperkte speeltijd. Eind oktober hervond hij zijn vorm, maar op 5 november 2019 liep hij tijdens de uitwedstrijd tegen Chelsea (4–4) in de UEFA Champions League een knieblessure op. Dit was de laatste wedstrijd die Neres dit seizoen zou spelen, omdat zijn herstel trager verliep dan verwacht en de coronacrisis vervolgens een onverwacht einde maakte aan de competitie.
Aan het begin van seizoen 2020/21 kwam Neres na zijn blessure terug. Op 22 november maakte hij voor het eerst sinds ruim een jaar weer een doelpunt. Hij kreeg extra concurrentie van de nieuwe speler Antony.
Doordat Ajax in seizoen 2021/22 Mohamed Daramy en Steven Berghuis aantrok als vleugelspelers, nam de concurrentie voor Neres nog verder toe, waardoor hij niet vaak meer in de basisopstelling werd opgenomen.

### Sjachtar Donetsk
In januari 2022 tekende Neres een vierjarig contract bij Sjachtar Donetsk, dat circa 12 miljoen euro betaalde aan Ajax. Dit kon vanwege variabele bonussen nog oplopen tot 16 miljoen euro. Eind februari 2022 vluchtte Neres door de invasie van Rusland in Oekraïne naar Roemenië.

## Clubstatistieken
Beloften
| Seizoen | Club      | Land               | Competitie     | Competitie | Competitie |
| Seizoen | Club      | Land               | Competitie     | Wed.       | Dlp.       |
| ------- | --------- | ------------------ | -------------- | ---------- | ---------- |
| 2016/17 | Jong Ajax | Vlag van Nederland | Eerste divisie | 4          | 2          |
| 2017/18 | Jong Ajax | Vlag van Nederland | Eerste divisie | 1          | 1          |
| Totaal  | Totaal    | Totaal             | Totaal         | 5          | 3          |

Senioren
| Seizoen         | Club             | Land               | Competitie      | Competitie | Competitie | Beker | Beker | Internationaal | Internationaal | Overig | Overig | Totaal | Totaal |
| Seizoen         | Club             | Land               | Competitie      | Wed.       | Dlp.       | Wed.  | Dlp.  | Wed.           | Dlp.           | Wed.   | Dlp.   | Wed.   | Dlp.   |
| --------------- | ---------------- | ------------------ | --------------- | ---------- | ---------- | ----- | ----- | -------------- | -------------- | ------ | ------ | ------ | ------ |
| 2015/16         | São Paulo        | Vlag van Brazilië  | Série A         | 8          | 3          | 0     | 0     | 0              | 0              | 0      | 0      | 8      | 3      |
| 2016/17         | Ajax             | Vlag van Nederland | Eredivisie      | 8          | 3          | 0     | 0     | 4              | 0              | 0      | 0      | 12     | 3      |
| 2017/18         | Ajax             | Vlag van Nederland | Eredivisie      | 32         | 14         | 2     | 0     | 3              | 0              | 0      | 0      | 37     | 14     |
| 2018/19         | Ajax             | Vlag van Nederland | Eredivisie      | 29         | 8          | 6     | 1     | 15             | 3              | 0      | 0      | 50     | 12     |
| 2019/20         | Ajax             | Vlag van Nederland | Eredivisie      | 12         | 6          | 0     | 0     | 8              | 0              | 0      | 0      | 20     | 6      |
| 2020/21         | Ajax             | Vlag van Nederland | Eredivisie      | 25         | 3          | 4     | 2     | 10             | 3              | 0      | 0      | 39     | 8      |
| 2021/22         | Ajax             | Vlag van Nederland | Eredivisie      | 15         | 3          | 1     | 0     | 5              | 1              | 1      | 0      | 22     | 4      |
| 2021/22         | Shakhtar Donetsk | Vlag van Oekraïne  | Premjer Liha    | 0          | 0          | 0     | 0     | 0              | 0              | 0      | 0      | 0      | 0      |
| 2022/23         | SL Benfica       | Vlag van Portugal  | Primeira Liga   | 31         | 6          | 5     | 2     | 12             | 4              | 0      | 0      | 48     | 12     |
| 2023/24         | SL Benfica       | Vlag van Portugal  | Primeira Liga   | 24         | 5          | 2     | 0     | 9              | 0              | 0      | 0      | 35     | 5      |
| 2024/25         | SSC Napoli       | Vlag van Italië    | Serie A         | 28         | 2          | 2     | 1     | 0              | 0              | 0      | 0      | 40     | 3      |
| Carrière totaal | Carrière totaal  | Carrière totaal    | Carrière totaal | 217        | 56         | 22    | 6     | 66             | 11             | 1      | 0      | 306    | 73     |

Bijgewerkt op 24 mei 2025.

## Interlandcarrière
Als jeugdinternational kwam Neres negenmaal in actie voor Brazilië onder 20 en tweemaal voor Brazilië onder 23.
In maart 2019 werd hij voor het eerst geselecteerd voor het nationale elftal. Op 26 maart maakte hij zijn debuut als invaller in de wedstrijd tegen Tsjechië. In de dertig minuten die hij speelde gaf hij een assist. Neres maakte op 9 juni 2019 zijn eerste interland doelpunt voor Brazilië in een gewonnen oefeninterland tegen Honduras (7-0).
In mei 2019 werd Neres door bondscoach Tite geselecteerd voor de Braziliaanse selectie tijdens de Copa América 2019 in eigen land. Tijdens dit toernooi stond hij de eerste twee wedstrijden in de basis, maar de rest van het toernooi beleefde hij vanaf de bank. In de finale werd met 3-1 gewonnen van Peru.
Na dit toernooi kwam hij in september 2019 nog tijdens twee oefeninterlands in actie. Hierna werd hij enkele jaren niet meer geselecteerd.

## Erelijst
Als speler
 São Paulo
- CONMEBOL Libertadores onder 20: 2016[23]

 Ajax
- Eredivisie: 2018/19, 2020/21
- KNVB beker: 2018/19, 2020/21
- Johan Cruijff Schaal: 2019

 Brazilië
- CONMEBOL Copa América: 2019

 Benfica
- Primeira Liga: 2022/23

 Napoli
- Serie A: 2024/25

Individueel
- Eredivisie Talent van de Maand: oktober 2017
- Eredivisie Speler van de Maand: april 2018
- UEFA Champions League Team van het Seizoen: 2018/19
- Club van 100 (Ajax) : 156W (2017-heden)